# Forest Row
Forest Row is een civil parish in het bestuurlijke gebied Wealden, in het Engelse graafschap East Sussex met 4954 inwoners.